# Doppelganger (MadMan)
Doppelganger è il secondo album in studio del rapper italiano MadMan, pubblicato l'11 settembre 2015 dalla Tanta Roba e dalla Universal Music Group.

## Descrizione
Anticipato dal video musicale del brano Vai bro, pubblicato l'11 marzo 2015, Doppelganger è il primo album da solista del rapper pubblicato con una major ed è stato annunciato il 30 luglio dal rapper attraverso Facebook. Ad anticiparne l'uscita sono stati anche i videoclip della title track e di Tutto in un giorno, rispettivamente pubblicati il 28 agosto e l'11 settembre.
L'album è composto da 12 tracce più due bonus track e contiene collaborazioni con Gemitaiz, Fabri Fibra, Priestess, Luchè, Jake La Furia e Jack the Smoker.

## Tracce
1. Kournikova – 2:04
2. Doppelganger – 2:52
3. Tutto in un giorno (feat. Gemitaiz) – 3:42
4. Ramadan (feat. Fabri Fibra) – 3:29
5. Devil May Cry (feat. Priestess) – 3:04
6. Patatrac – 3:16
7. Non credo (feat. Luchè) – 3:18
8. Top Player (feat. Jake La Furia) – 2:28
9. La mia tipa – 2:55
10. Tutto apposto (feat. Jack the Smoker) – 3:33
11. Non esiste (feat. Priestess) – 4:08
12. Dopo il rischio – 2:37
13. Vai bro – 3:01
14. Non esiste (Sun Version) (feat. Priestess) – 2:41

## Formazione
Musicisti
- MadMan – voce
- Gemitaiz – voce aggiuntiva (traccia 3)
- Fabri Fibra – voce aggiuntiva (traccia 4)
- Priestess – voce aggiuntiva (tracce 5, 11 e 14)
- Luchè – voce aggiuntiva (traccia 7)
- Jake La Furia – voce aggiuntiva (traccia 8)
- Jack the Smoker – voce aggiuntiva (traccia 10)

Produzione
- PK – produzione (tracce 1, 3, 4, 7, 8 e 10)
- Ombra – produzione (tracce 2, 5, 11 e 14)
- Pherro – produzione (traccia 6)
- Low Kidd – produzione (traccia 9)
- Sonny Crsn & 24syn – produzione (traccia 2)
- Aquadrop – produzione (traccia 13)

## Classifiche
| Classifica (2015) | Posizione massima |
| ----------------- | ----------------- |
| Italia            | 1                 |